# كارلوس ميركادير
كارلوس ميركادير (بالإسبانية: Carlos Mercader)‏ هو رياضي خماسي أوروغواياني، ولد في 16 أكتوبر 1922 في مونتفيدو في الأوروغواي، وتوفي في 27 سبتمبر 2010.

## وصلات خارجية
- كارلوس ميركادير على موقع أوليمبيديا (الإنجليزية)